# Colorado do Oeste (microregio)
Colorado do Oeste is een van de 8 microregio's van de Braziliaanse deelstaat Rondônia. Zij ligt in de mesoregio Leste Rondoniense en grenst aan de microregio's Cacoal, Vilhena en Parecis (MT). De microregio heeft een oppervlakte van ca. 14.624 km². In 2006 werd het inwoneraantal geschat op 55.020.
Vijf gemeenten behoren tot deze microregio:
- Cabixi
- Cerejeiras
- Colorado do Oeste
- Corumbiara
- Pimenteiras do Oeste

Mesoregio's: Leste Rondoniense · Madeira-Guaporé

Microregio's: Alvorada d'Oeste · Ariquemes · Cacoal · Colorado do Oeste · Guajará-Mirim · Ji-Paraná · Porto Velho · Vilhena